# Brown-Gletscher (Antarktika)
Der Brown-Gletscher ist ein Gletscher an der Lassiter-Küste im Osten des Palmerlands auf der Antarktischen Halbinsel. Er fließt an der Westflanke der Latady Mountains in südsüdöstlicher Richtung zum Ketchum-Gletscher, den er westlich des Gardner Inlet erreicht.
Der United States Geological Survey (USGS) kartierte ihn anhand eigener Vermessungen und Luftaufnahmen der United States Navy aus den Jahren von 1961 bis 1967. Das Advisory Committee on Antarctic Names benannte ihn nach Lawrence Edward Brown, Geologe der Mannschaft des USGS, die den Gletscher zwischen 1969 und 1970 überquerte.